# Ramiro I de Asturias
Ramiro I de Asturias (c. 790-1 de febrero de 850) fue un rey de Asturias entre los años 842 y 850. Era hijo del rey Bermudo I de Asturias y de la reina Uzenda Nunilona, así como nieto de Fruela de Cantabria y bisnieto de Pedro de Cantabria.
Fue elegido como sucesor por su primo segundo el rey Alfonso II el Casto, quien falleció sin dejar sucesión. Nepociano, el comes palatii, intentó hacerse rey con el apoyo de los astures y vascones, pero las tropas se negaron a combatir y Nepociano tuvo que huir, siendo capturado y cegado después. Durante su reinado, los vikingos atacaron las costas cantábricas de Asturias, pero solo lograron dos pequeños asaltos en Gijón y La Coruña debido a la carencia de ríos navegables y grandes ciudades en el reino astur.
Disfrutó de varios años de paz exterior debido a que el emir omeya de Córdoba, Abderramán II, coetáneo suyo, estaba ocupado con las invasiones vikingas y las rebeliones internas. Así, Ramiro repobló la ciudad de León, pero Abderramán, una vez resolvió sus problemas internos, obligó a los asturianos a abandonarla.
Su reinado estuvo marcado por varias rebeliones de la nobleza y otros problemas internos quizá de carácter religioso, por lo que él actuó con severidad y fue llamado "Vara de la Justicia" por la Crónica Albeldense. La batalla de Clavijo tuvo lugar, según la leyenda, en su reinado.
Contrajo dos matrimonios, el primero con Urraca y el segundo con Paterna, y fue padre de Ordoño I de Asturias con la primera. Durante su reinado se construyeron numerosos monumentos de estilo ramirense, como el palacio de Santa María del Naranco.

## Biografía

### Acceso al trono
Según la Crónica de Alfonso III, fue elegido por Alfonso II el Casto como sucesor, debido a que el rey carecía de descendientes. En el momento de la muerte del rey, Ramiro I se encontraba fuera de Asturias, concretamente en Bardulia, en tierras que luego serían castellanas, para casarse. Esta ausencia fue aprovechada por el comes palatii y cuñado del rey, Nepociano, para hacerse ungir rey, apoyado por astures y vascones, quienes siempre se habían mantenido leales a Alfonso II. Ramiro I buscó apoyo en Galicia, donde reunió un ejército, y avanzó hacia Oviedo. Nepociano aguardó la llegada de Ramiro I en Cornellana, junto al río Narcea. No obstante, las tropas de Nepociano se negaron a combatir y este tuvo que huir. Fue perseguido y capturado por los condes Scipion y Sonna y, posteriormente, cegado y encerrado en un monasterio.

### Ataques vikingos
Poco después de ser proclamado rey, Ramiro I fue informado de que los vikingos estaban atacando toda la costa atlántica de Francia, y que ahora estaban llegando a las costas cantábricas de su propio reino. El objetivo de los nórdicos era encontrar ríos navegables y grandes ciudades para saquear, cualidades ambas de las que carecía el reino de Asturias y, por ello, las crónicas de la época solo refieren dos pequeños ataques en Gijón y en La Coruña en el año 844, donde además los vikingos hubieron de enfrentarse a las tropas enviadas por Ramiro I. Los invasores, que no habían tenido éxito en sus expediciones de saqueo en Asturias, atacaron un mes después Lisboa y más tarde Cádiz y Sevilla, ciudades que tomaron y saquearon antes de avanzar por el interior y amenazar la ciudad de Córdoba. Abderramán II se vio obligado a realizar un gran esfuerzo para detener a los invasores y recuperar Cádiz y Sevilla.

### Intento de repoblación de León

Bandera real de Ramiro I.

Estos acontecimientos influyeron notablemente en el reino de Asturias, pues Abderramán II —que además de hacer frente a los invasores normandos, hubo de enfrentarse a los problemas internos de su reino causados por las rebeliones de Musa ibn Musa, de la familia de los Banu Qasi— se vio imposibilitado para atacar el reino de Asturias, por lo que Ramiro I disfrutó de varios años de paz exterior que aprovechó para repoblar la ciudad de León.
No obstante, dicha repoblación duró poco tiempo, pues Abderramán II, una vez sofocadas las rebeliones internas de su reino, una vez expulsados los normandos de su territorio, envió en el año 846 un ejército a las órdenes de su hijo, Mohamed I de Córdoba, que obligó a los cristianos a evacuar la ciudad de León, que fue incendiada y arrasada por los musulmanes.

### Conflictos internos
En contraposición a la relativa calma exterior de que gozó el reino durante el último periodo del reinado de Ramiro I, los problemas internos se acentuaron. La problemática ascensión al trono hizo que las rebeliones de diversos nobles, descontentos con el rey Ramiro I, se propagasen. La Crónica albeldense dejó constancia de dos de dichas revueltas. Una de ellas, del prócer Piniolo, que fue condenado a muerte, junto con sus siete hijos, por Ramiro I. La segunda rebelión estuvo protagonizada por el comes palatii Aldroito, a quien Ramiro I condenó a ser cegado.
Asimismo, el monarca actuó con severidad contra los latrones, cuyo número aumentó durante su reinado, y contra los magos, de los que se supone que serían seguidores de ciertos cultos paganos todavía muy enraizados en algunas poblaciones aisladas.
Por todo ello, la Crónica albeldense llamó a Ramiro I de Asturias Uirga iustitiae, es decir, Vara de la Justicia.

## Matrimonios y descendencia
Contrajo un primer matrimonio alrededor del año 820 con Urraca, cuya ascendencia se desconoce aunque su nombre indica que podría ser de origen godo o germánico (Ulrica). En un privilegio del 25 de mayo de 834 —cuya autenticidad ha sido cuestionada por diversos historiadores, aunque otros la defienden—, el rey Ramiro I de Asturias es mencionado junto con la reina Urraca. También son mencionados en el mismo documento el infante Ordoño, hijo de ambos, y García, medio hermano del monarca. Fruto del primer matrimonio del monarca, nació: 
- Ordoño I de Asturias (821-866). Rey de Asturias. Heredó el trono asturiano a la muerte de su padre, afianzándose a partir de entonces el sistema de sucesión directa dentro de la propia familia real, aunque no siempre de padres a hijos, hecho que no se generalizó hasta un siglo después.[6]

Posteriormente, Ramiro I contrajo un segundo matrimonio, alrededor del año 842, fecha en que falleció el rey Alfonso II el Casto, con Paterna, quien según diversos autores era de origen castellano, pues consta en las crónicas de la época que, cuando falleció Alfonso II, Ramiro, que aún no había sido proclamado rey, se encontraba en tierras de Castilla preparando su segundo matrimonio. Fruto de dicho matrimonio, según diversos autores, aunque no existe documentación alguna que confirme que los hijos fueran de este segundo matrimonio, nacieron:
- García.
- Aldonza, quien nació ciega.

Algunos autores señalan que Ramiro y su segunda esposa fueron padres del conde Rodrigo de Castilla, aunque la filiación de este último aún no ha sido confirmada y resulta improbable que un hijo de un matrimonio que se celebró no antes del año 842, haya repoblado Amaya en 860. El medievalista Justo Pérez de Urbel señaló que fue nombrado conde de Castilla debido a su vinculación con la familia real asturiana y que posiblemente dicha vinculación existiese a través de la reina Paterna, aunque no necesariamente por ser su hijo.
También pudo ser el padre de Gatón, conde de Astorga y del Bierzo, según consta en Al-Bayan al-Mughrib escrita por Ibn Idhari quien lo sitúa como hermano del rey Ordoño I de Asturias. Otros autores, sin embargo, lo suponen hermano de Nuña y, por tanto, cuñado de Ordoño.

## Muerte y sepultura
Ramiro I falleció el día 1 de febrero del año 850 en su palacio de Santa María del Naranco ubicado en el monte Naranco en las cercanías de la ciudad de Oviedo. Recibió sepultura en el panteón de reyes de la iglesia de Nuestra Señora del Rey Casto, de la ciudad de Oviedo, junto con su segunda esposa, la reina Paterna. Sus restos mortales fueron depositados en un sepulcro de piedra, desaparecido en la actualidad, que se encontraba situado junto al que contenía los de Alfonso II el Casto y en el que fue esculpida la siguiente inscripción:

OBIIT DIVAE MEMORIAE RANIMIRUS REX DIE KAL. FEBRUARII. ERA DCCCLXXXVIII. OBTESTOR VOS OMNES QUI HAEC LECTURI ESTIS. UT PRO REQUIE ILLIUS ORARE NON DESINETIS.

## La leyenda de la batalla de Clavijo
Durante el reinado de Ramiro I, en el año 844, tuvo lugar la mítica batalla de Clavijo aunque es, a grandes rasgos, la mitificación de la batalla de Albelda.  En ella, y según refiere la leyenda, las tropas asturianas derrotaron a las musulmanas. En el transcurso de la batalla, apareció el apóstol Santiago montado en un caballo blanco y portando un estandarte del mismo color en su mano. Con su ayuda, las tropas cristianas derrotaron a sus enemigos. Fue el origen del Santiago Matamoros. Como agradecimiento a la intervención del apóstol, el rey Ramiro I instituyó el voto de Santiago, que fue suprimido por las Cortes de Cádiz en el año 1812.
No obstante, la existencia de dicha batalla no figura ni en las crónicas cristianas ni en las árabes de la época y el primero en mencionarla en las crónicas fue el arzobispo toledano Rodrigo Jiménez de Rada en el siglo XIII.

## Arquitectura ramirense

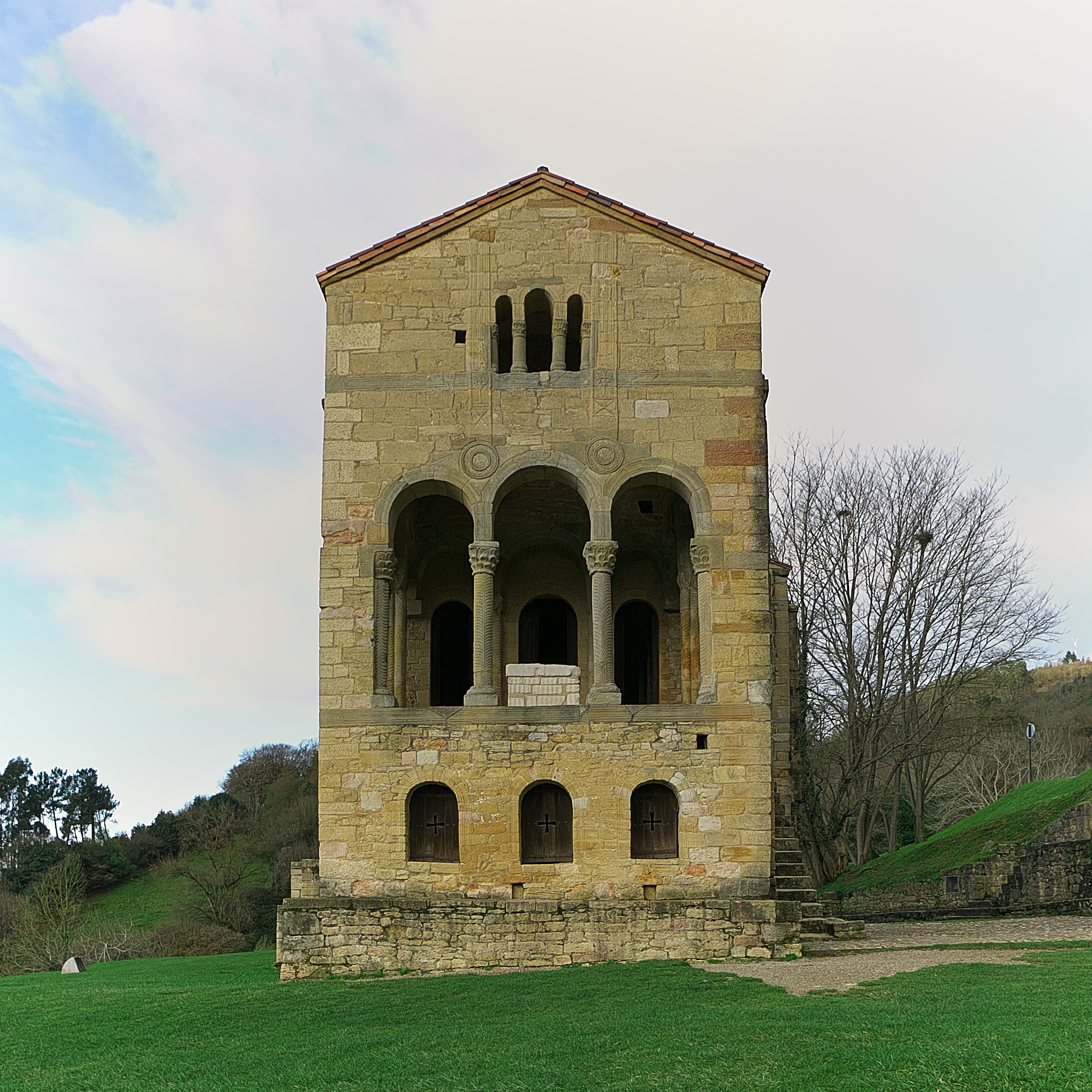
Santa María del Naranco. Aula Regia de Ramiro I.

Durante el reinado de Ramiro I de Asturias se desarrolló el arte prerrománico asturiano, por lo que a los monumentos de su época se les denomina de estilo ramirense. En las faldas meridionales del monte Naranco, situado junto a la ciudad de Oviedo, el rey Ramiro I ordenó construir el palacio de Santa María del Naranco y una iglesia, llamada de San Miguel de Lillo o Liño, la cual sufrió un derrumbamiento en el siglo XIII. En la actualidad solamente permanece en pie una tercera parte del edificio original. También había varias dependencias de servicio, hoy desaparecidas.
En la época de Ramiro I se emplearon en el reino de Asturias las bóvedas de cañón, de ligera piedra toba, que eran una novedad, no solo respecto a las construcciones anteriores, sino con respecto a las que en esos momentos se construían en Europa y en la España dominada por los musulmanes, que eran de madera.
También fue edificada en esta época la iglesia de Santa Cristina de Lena, situada en el municipio de Lena, y a unos treinta kilómetros de la ciudad de Oviedo. Todos estos edificios están declarados por la Unesco Patrimonio de la Humanidad.

## Ramiro I en la ficción
La novela histórica Los clamores de la tierra, del escritor asturiano Fulgencio Argüelles, está ambientada en la época de Ramiro I de Asturias. El relato comienza con la condena del conde Nepociano quien, tras haberse rebelado contra Ramiro I, fue condenado a ser cegado por el monarca. El núcleo del argumento de la novela es la lucha del rey Ramiro I de Asturias contra los cultos paganos que aún subsistían en su reino.
José Javier Esparza ha publicado una serie de novelas centradas en el reinado de Ramiro I: El caballero del jabalí blanco (2012), El reino del norte (2014) y Los demonios del mar (2016).
| Predecesor: Alfonso II el Casto | Rey de Asturias 842 – 850 | Sucesor: Ordoño I |